# Lee Yu-won
Lee Yu-won (* 22. September 1984 in Seoul) ist ein südkoreanischer Eishockeyspieler, der seit 2017 erneut bei Anyang Halla in der Asia League Ice Hockey unter Vertrag steht.

## Karriere
Lee Yu-won begann seine Karriere als Eishockeyspieler in der Mannschaft der Kyung Gi Highschool. Von 2003 bis 2006 spielte er für die Mannschaft der Yonsei University, mit der er 2004 den südkoreanischen Pokalwettbewerb gewann. 2006 wechselte er zu Anyang Halla in die Asia League Ice Hockey. Mit dem Team konnte er 2010 und 2011 die Meisterschaft dieser Liga mit Mannschaften aus China, Japan und Südkorea erringen. Außerdem gelang 2009 und 2010 der Sieg im südkoreanischen Pokalwettbewerb. Nach dem zweiten Asia-League-Titel verließ er Anyang Halla und schloss sich für zwei Jahre High1 an. Die Spielzeit 2013/14 verbrachte er bei Daemyung Sangmu, der neugebildete dritte südkoreanischen Mannschaft in der Asia League Ice Hockey, wo er als Mannschaftskapitän fungierte. Nach nur einem Jahr kehrte er aber nach Chuncheon zu High1 zurück. Seit 2017 spielt er erneut für Anyang Halla.

### International
Für Südkorea nahm Lee Yu-won an der U18-Weltmeisterschaft 2002, die die Südkoreaner unangefochten mit vier zweistelligen Siegen in vier Spielen gewannen, in der Division III und der U20-Weltmeisterschaft 2004 in der Division II teil. 
Bei der Weltmeisterschaft 2007 der Division II im heimischen Seoul gab Lee sein Debüt in der südkoreanischen Herren-Mannschaft und stieg mit ihr in die Division I auf. 2008, 2010 und 2012 vertrat er Südkorea in der Division I. Nach zwischenzeitlichem Abstieg stand er 2009 für die Ostasiaten noch einmal in der Division II auf dem Eis. Zudem nahm er an der im November 2012 in Nikkō ausgetragenen Ersten Runde der Olympiaqualifikation für die Spiele in Sotschi 2014 teil. Dort gelang den Südkoreanern zum Auftakt zwar ein 5:4-Sieg nach Penaltyschießen gegen Großbritannien. Die Briten erreichten jedoch die nächste Runde, da Südkorea im zweiten Spiel gegen den asiatischen Kontrahenten Japan eine 2:3-Niederlage nach Verlängerung hinnehmen musste.

## Erfolge und Auszeichnungen
- 2002 Aufstieg in die Division II bei der U18-Weltmeisterschaft der Division III
- 2004 Südkoreanischer Pokalsieger mit der Yonsei University
- 2007 Aufstieg in die Division I bei der Weltmeisterschaft der Division II, Gruppe B
- 2009 Südkoreanischer Pokalsieger mit Anyang Halla
- 2009 Aufstieg in die Division I bei der Weltmeisterschaft der Division II, Gruppe B
- 2010 Gewinn der Asia League Ice Hockey mit Anyang Halla
- 2010 Südkoreanischer Pokalsieger mit Anyang Halla
- 2011 Gewinn der Asia League Ice Hockey mit Anyang Halla
- 2012 Aufstieg in die Division I, Gruppe A, bei der Weltmeisterschaft der Division I, Gruppe B

## Asia-League-Statistik
(Stand: Ende der Saison 2016/17)